# Décennie 1710 en arts plastiques
Chronologie des arts plastiques
Années 1700 - Années 1710 - Années 1720
Cet article concerne les années 1710 en arts plastiques.

## Événements
- 30 juillet 1712 : Antoine Watteau se présente à l’Académie royale de peinture et de sculpture[1].

- 1712-1713 : le peintre Alexandre-François Desportes séjourne en Grande-Bretagne durant six mois[2].
- 31 décembre 1716 : le peintre Nicolas Vleughels est élu membre de l’Académie sur la présentation du tableau Apelle peignant Campaspe en présence d'Alexandre[3].
- 1715-1723 : style Régence dans le mobilier français[4].
- 28 août 1717 : Antoine Watteau devient membre de l’Académie sur la présentation du tableau Le Pèlerinage à l'île de Cythère[1].

## Réalisations

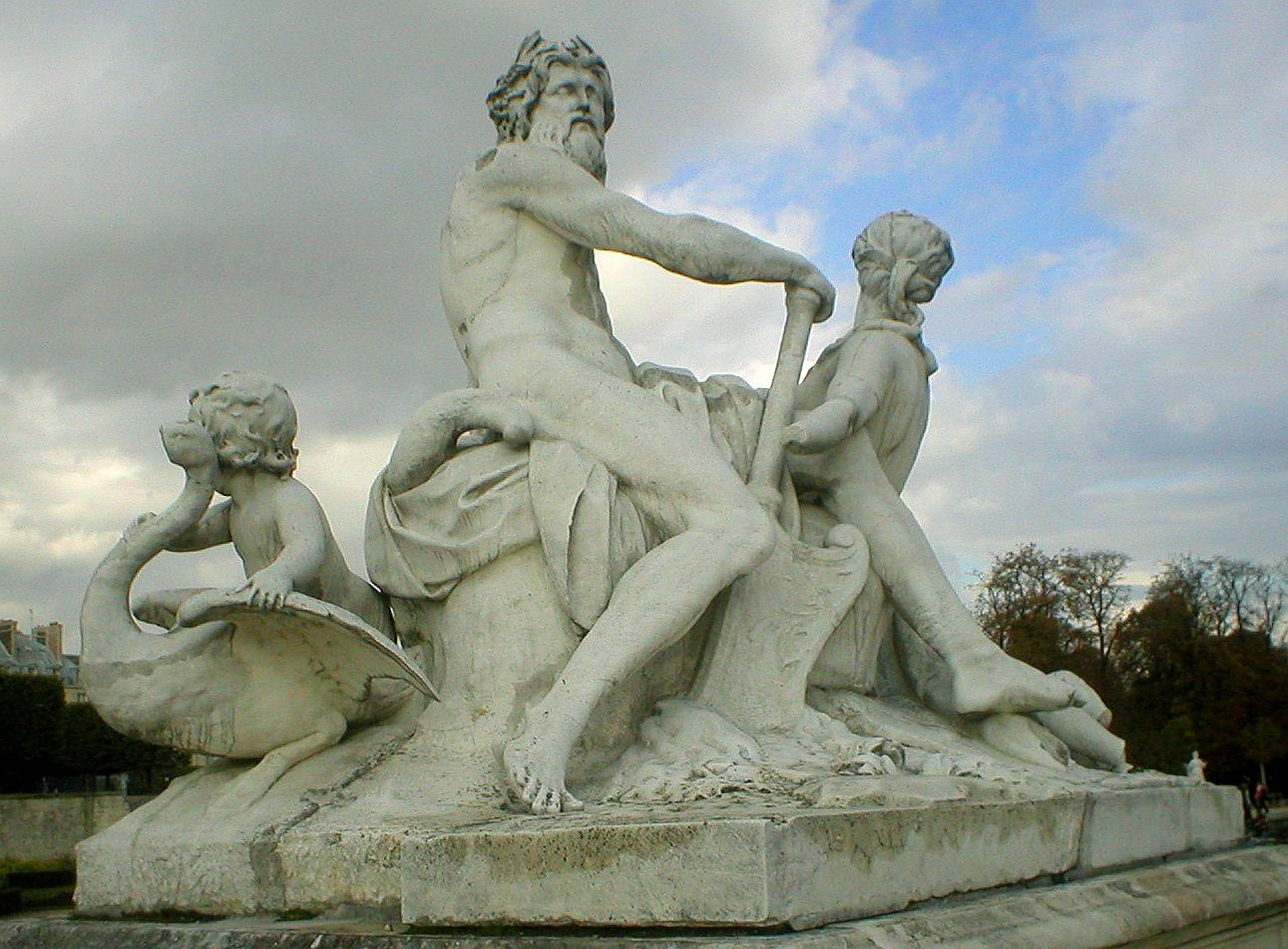
La Seine et la Marne, statues des frères Coustou

- 1699-1712 : Nicolas Coustou élabore La Seine et La Marne, un groupe de statues en marbre destiné au château de Marly, transporté en mars 1719 aux jardin des Tuileries[5].
- 1710 : La duchesse de Bourgogne en Diane, statue d'Antoine Coysevox[6].
- Vers 1710 : Orphée et les bacchantes, toile de Gregorio Lazzarini[7].
- 1712 : Bacchante au tambourin ou Allégorie de la musique, pastel sur toile de Rosalba Carriera[8].
- 1713 : Suzanne et les vieillards, toile de Sebastiano Ricci[8].
- 20 juin 1713-13 septembre 1714 : décorations de la chapelle de Vera-Cruz à Salamanque par Joaquín de Churriguera[9].

- 1713-1715 : Apollon poursuivant Daphné, groupe sculpté en marbre de Nicolas et Guillaume Coustou pour le parc de Marly[10].

- 1714 : fresque de Johann Michael Rottmayr à l'Église Saint-Charles-Borromée de Vienne[11].

- 1714-1717 :
  - Antoine Coypel décore les murs de la galerie d’Énée au Palais-Royal[12].
  - Voulez-vous triompher des Belles ? ou Arlequin et Colombine, tableau d'Antoine Watteau[13].
- 1715-1716 : Jupiter et Antiope, toile d'Antoine Watteau[14]
- 1716 : après la mort de Charles de la Fosse,  Antoine Watteau reçoit du financier Crozat la commande des Quatre Saisons dans la salle à manger de l'hôtel Crozat (seul l’été subsiste)[15].

- 1717 : L’Embarquement pour Cythère, toile de Watteau[1].
- 1718-1721 : Fête champêtre, toile d'Antoine Watteau[16].

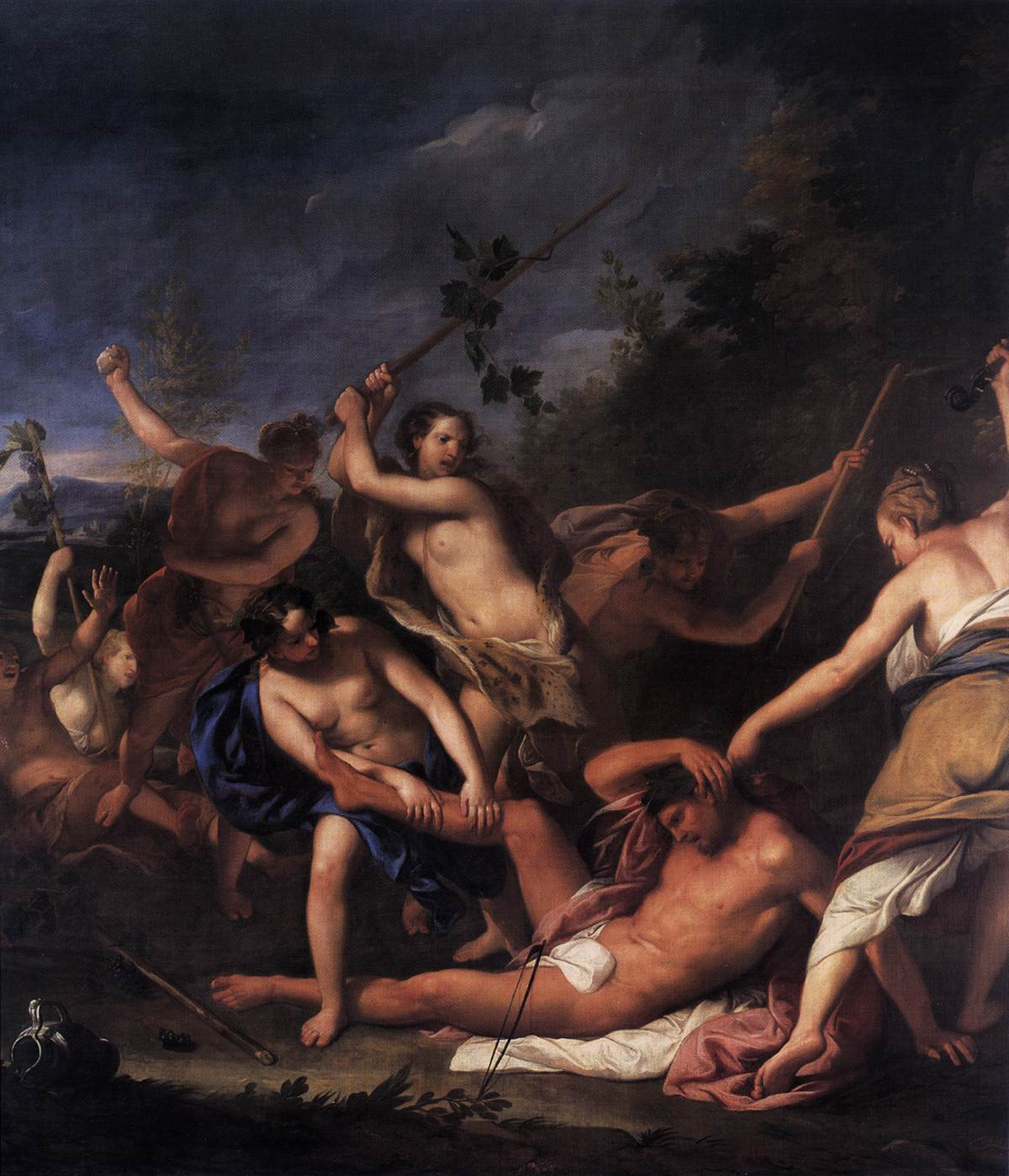
Orphée et les bacchantes, Gregorio Lazzarini
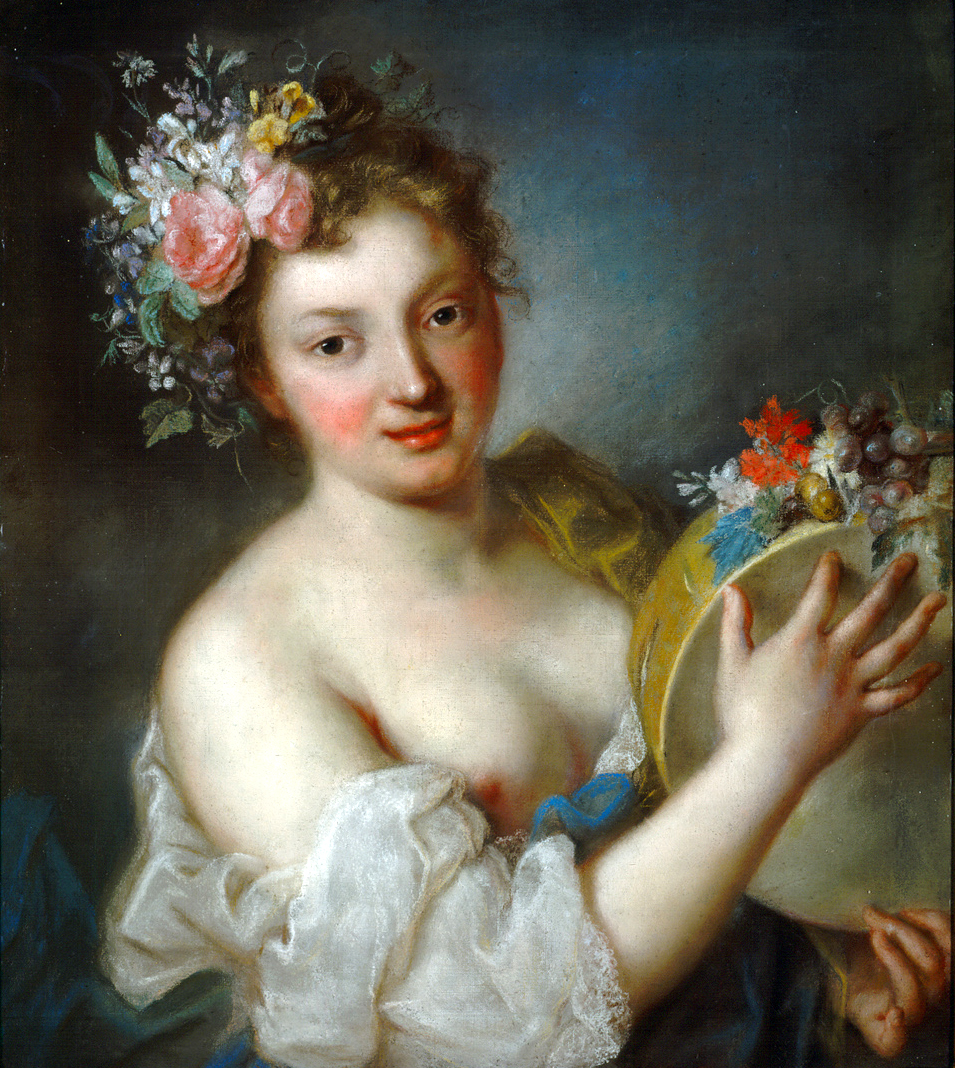
Allégorie de la musique, Rosalba Carriera.
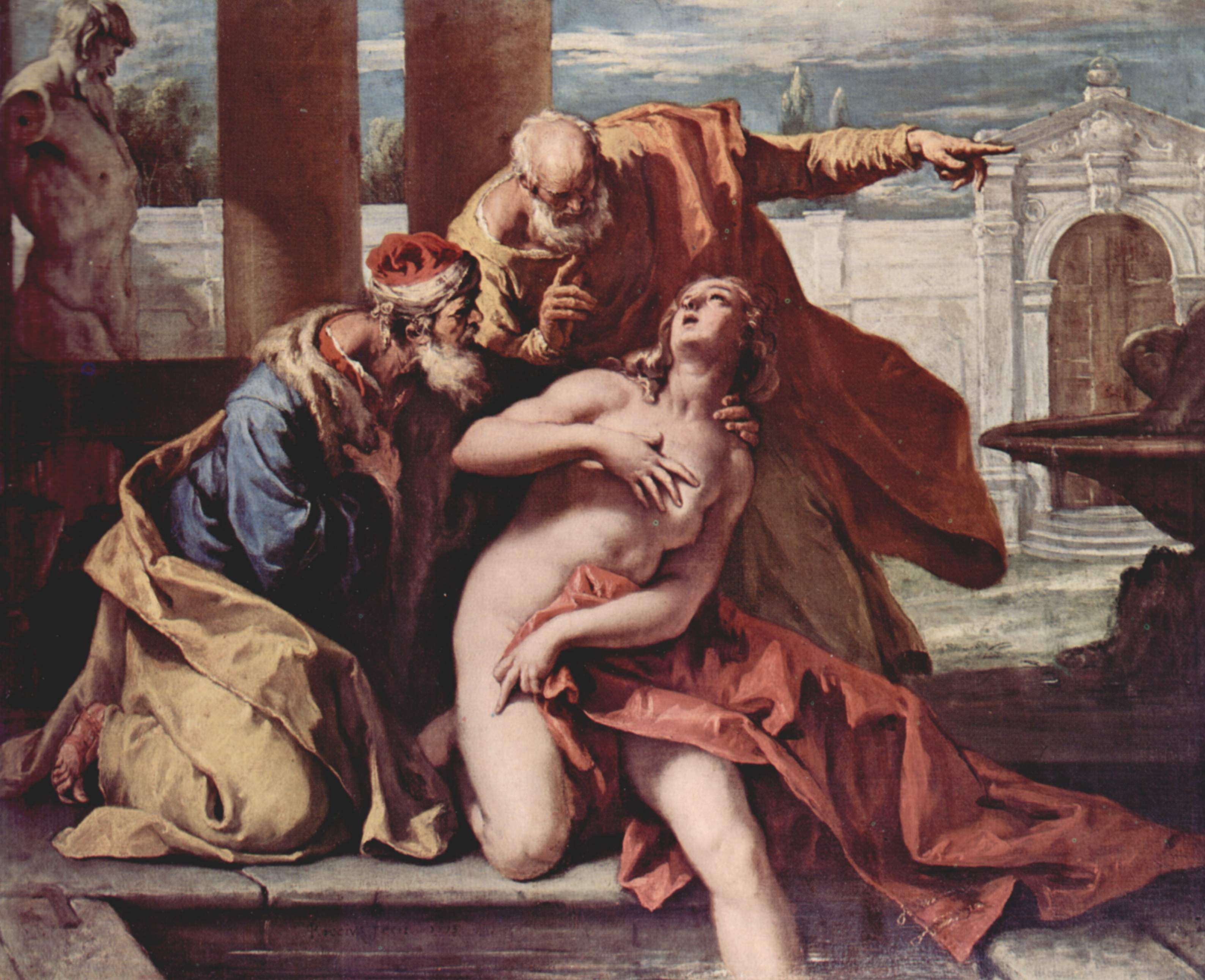
Suzanne et les vieillards, Sebastiano Ricci
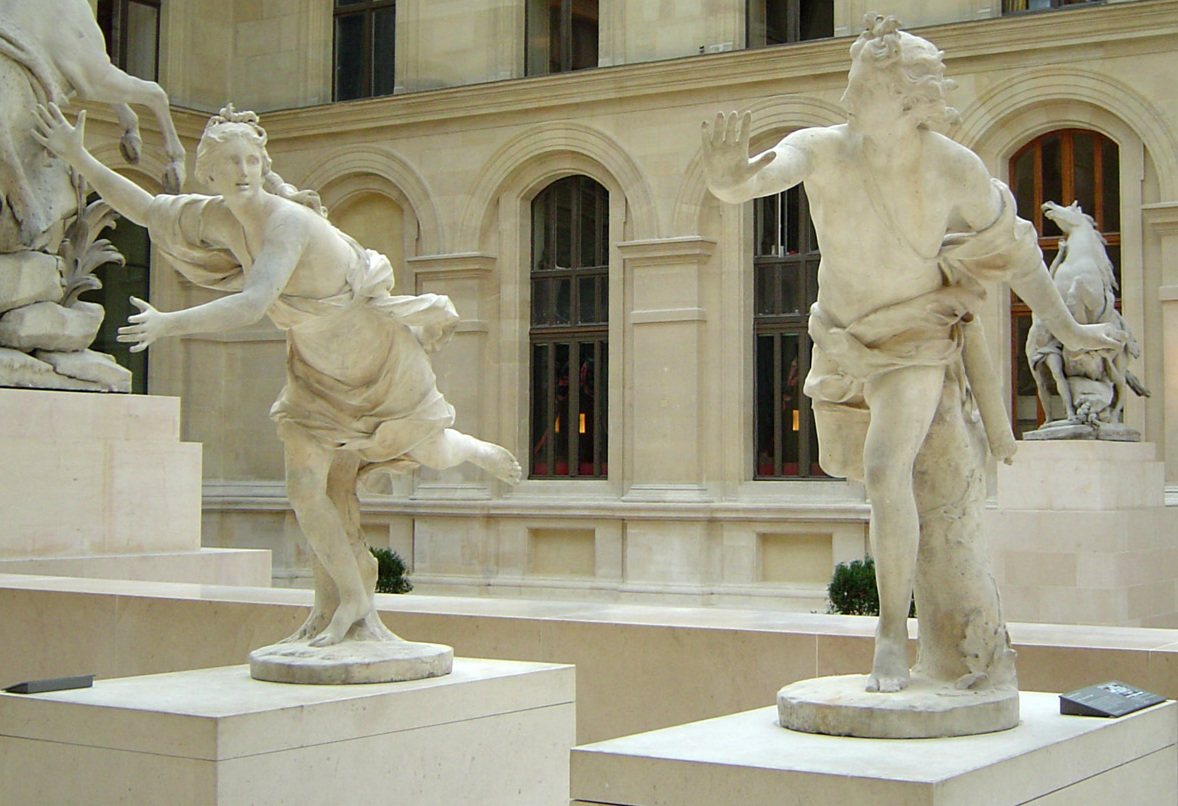
Apollon poursuivant Daphné, Nicolas Coustou.
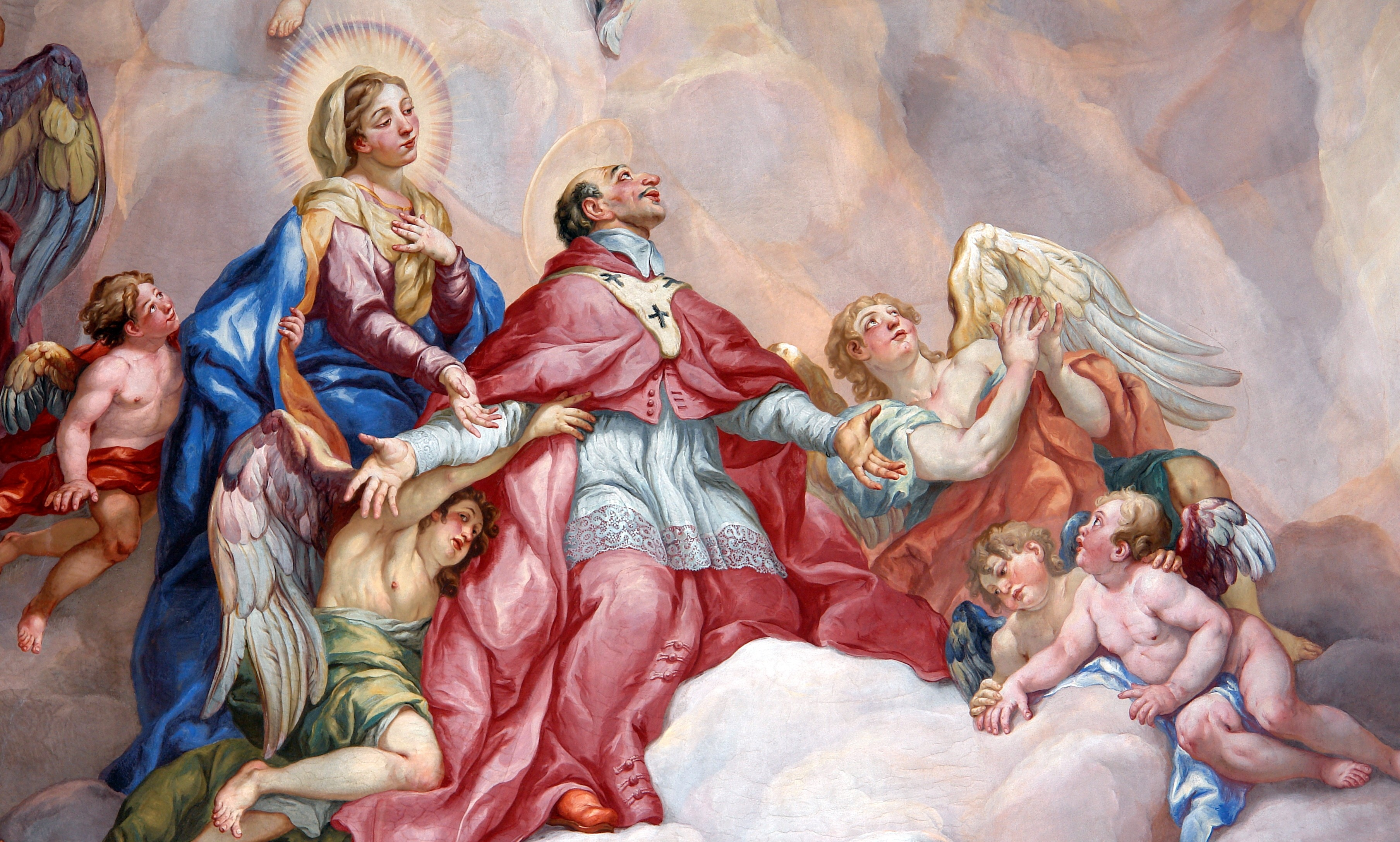
Intercession de saint Charles Borromée soutenu par la Vierge Marie, fresque de Johann Michael Rottmayr
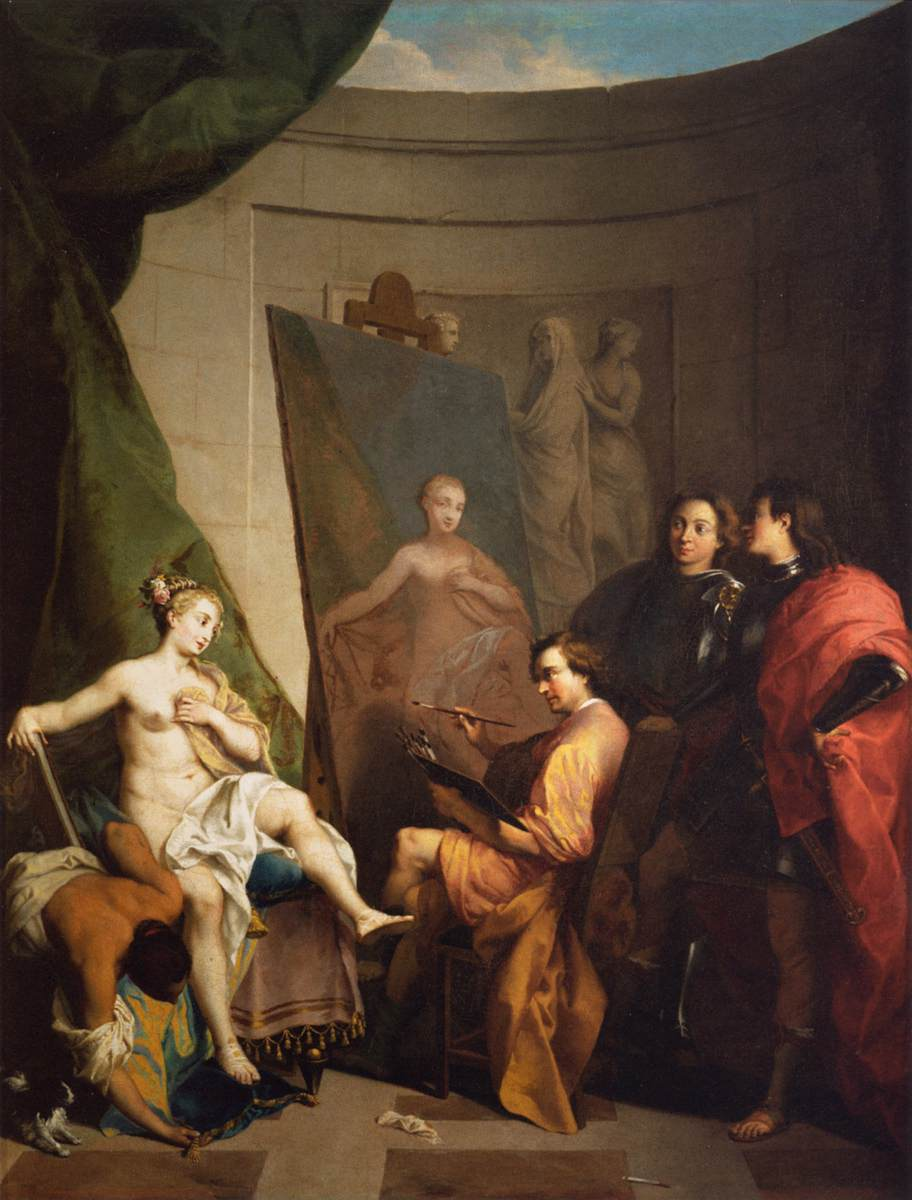
Apelle peignant Campaspe, Nicolas Vleughels
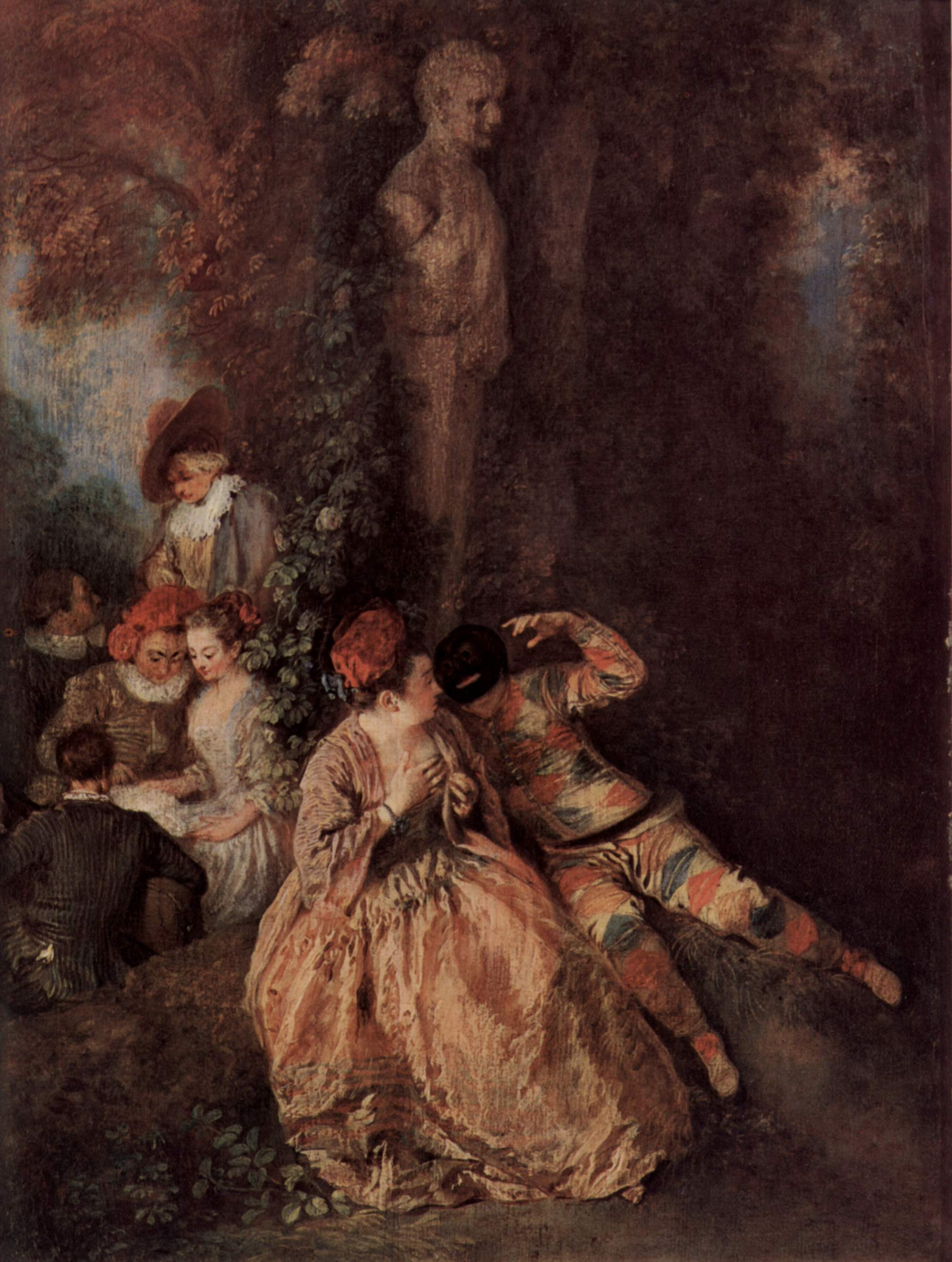
Arlequin et Colombine, Antoine Watteau.
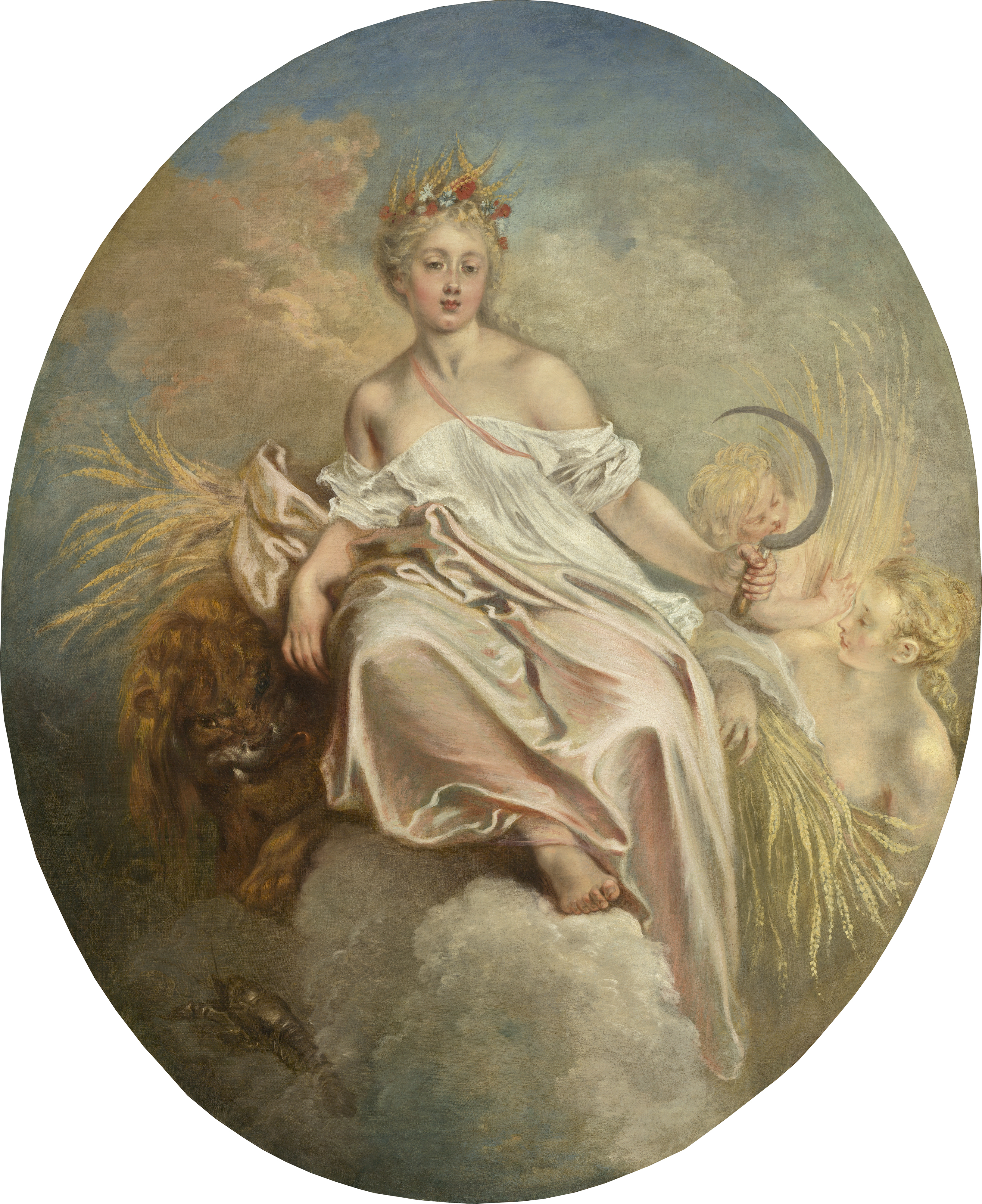
Cérès (L’Été), Antoine Watteau, National Gallery of Art.
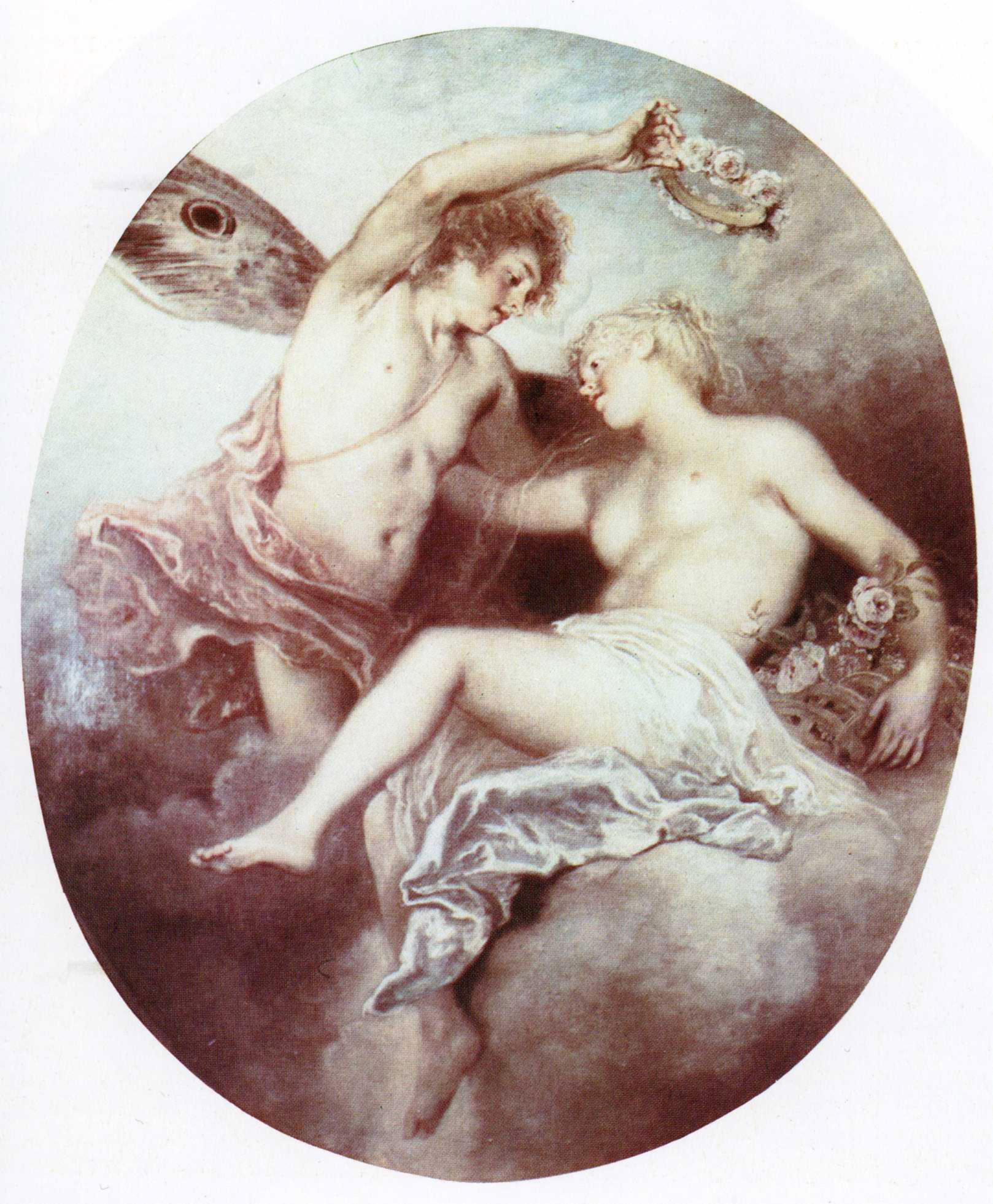
Le Printemps, Antoine Watteau (disparu)
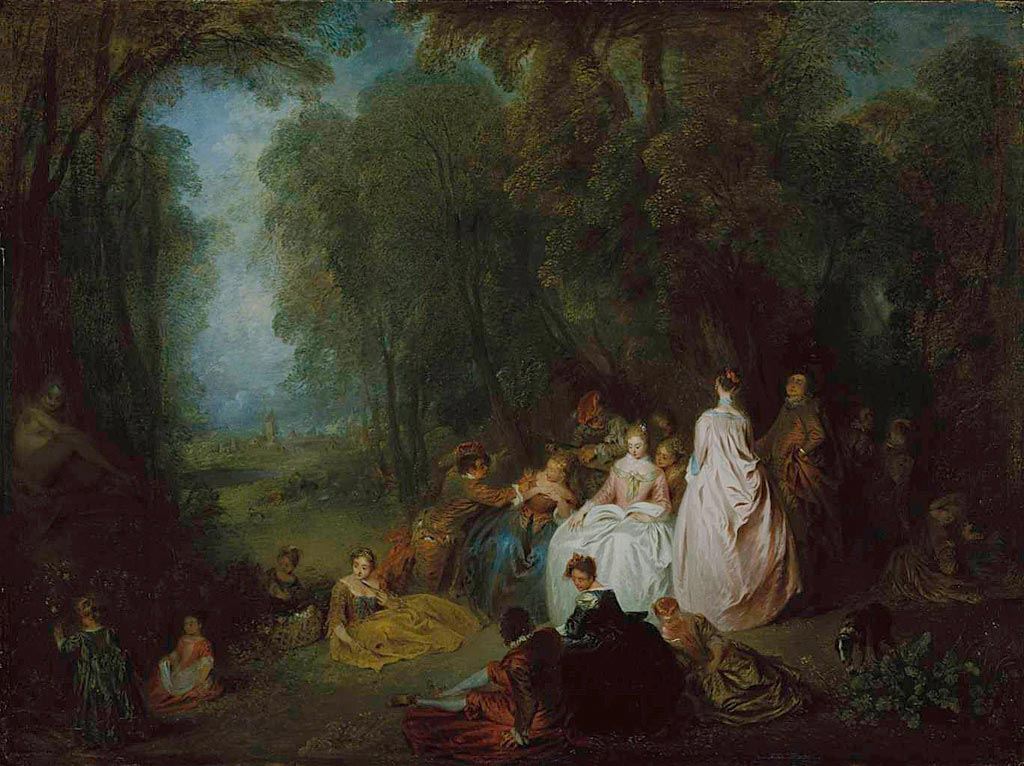
Fête champêtre, Antoine Watteau